# Metopomintho pubiseta
Metopomintho pubiseta là một loài ruồi trong họ Tachinidae.